# Franco da Rocha
Pour les articles homonymes, voir Rocha.
Franco da Rocha est une ville brésilienne de l'État de São Paulo. Elle appartient à la sous-région nord du Grand São Paulo. Sa population est estimée à 158 438 habitants le 1er juillet 2021. La municipalité s'étend sur 134 km2. 

## Maires
| Période          | Période          | Identité                | Étiquette | Qualité |
| ---------------- | ---------------- | ----------------------- | --------- | ------- |
| 1er janvier 2005 | 31 décembre 2012 | Marcio Cecchettini      | PSDB      |         |
| 1er janvier 2013 | 31 décembre 2020 | Kiko Celeguim           | PT        |         |
| 1er janvier 2021 | En cours         | Nivaldo da Silva Santos | PTB       |         |